# Pristavo
Pristavo este o localitate din comuna Brda, Slovenia, cu o populație de 7 locuitori.